# Ефремов, Михаил Петрович
Михаил Петрович Ефремов (1896, Великолукский уезд — 1975, Москва) — участник революционного движения в России, советский организатор кинопроизводства, первый заместитель председателя правления «Совкино» (1925—1930).

## Биография
Родился 11 января 1896 года в рабочей семье. В 1904—1907 годах учился в начальной школе в Санкт-Петербурге. В 1908—1910 годах работал на табачной фабрике А. Богданова. В 1911—1913 годах — курьер в конторе «Новая бумагопрядильня». В 1913 году — кладовщик ткацкой фабрики. С 1911 года учился без отрыва от производства на вечерних курсах Русского технического общества в Лиговском народном доме Петербурга. Весной 1914 года вступил в РСДРП. После участия в забастовке на «Новой бумагопрядильне» был уволен с работы. В августе 1915 года перешел на нелегальное положение, был арестован и мобилизован в 176-й пехотный полк. Занимался агитаторской деятельностью, вновь арестован и отправлен в составе штрафной роты на Галицийский фронт, получил ранение, весной 1917 года возвращен в 176-й полк. В августе 1917 года избран от полка в Петроградский совет, член президиума солдатской секции и её секретарь, одновременно — член ЦИК 1-го созыва (1917—1918).
В дни Октябрьской революции работал в Петроградском военно-революционном комитете. В августе 1918 года направлен на Восточный фронт в особую бригаду Лысьвенского направления. Служил в РККА по 1921 год.
В 1921 году был членом президиума Петроградского областного Совета народного хозяйства, с сентября 1921 года — членом президиума Северо-Западного областного Промбюро ВСНХ РСФСР, в 1922—1923 годах — заместителем заведующего Петроградским губернским отделом народного образования. Во второй половине 1923 года назначен директором «Севзапкино». Под его руководством было расширено кинопроизводство и на территории бывшего «Аквариума» и прилегающего к нему рынка началось строительство большой кинофабрики (ныне киностудия «Ленфильм»), для которой в Германии закупались кинотехника, химикаты, киноплёнка. При его поддержке в кино начали работать Григорий Козинцев, Леонид Трауберг, Фридрих Эрлер и многие другие. Член Комиссии СНК СССР по киноделу (1923—1924). Избирался членом Петросовета VIII, IX созывов.
В 1925—1930 годах — первый заместитель председателя правления «Совкино». Член правления издательства «Кинопечать» (1925). Входил в состав Центрального совета, правления Общества друзей советского кино (ОДСК). В 1930—1931 годах — председатель правления «Культурпромобъединения» ВСНХ РСФСР. В 1931—1932 годах — студент Промышленной академии, электромашиностроительного факультета Московского энергетического института. В 1932—1934 годах — заместитель директора Электростроя, заместитель директора Московского завода электровозов, а в 1934—1936 годах — начальник строительства Комсомольского радиоцентра. С 1937 по 1941 год — начальник отдела Наркомавиапрома.
В октябре — декабре 1941 года был добровольцем Коммунистического батальона истребителей, после его расформирования направлен в распоряжение Наркомэлектропрома. Награждён медалью «За оборону Москвы».
С декабря 1942 года работал начальником отдела смежных производств на московском заводе «Динамо». В апреле 1957 года вышел на пенсию. Автор многочисленных статей и воспоминаний. Участвовал в работе ленинградской секции историко-литературного объединения старых большевиков при Институте марксизма-ленинизма при ЦК КПСС.
Умер в 1975 году. Прах захоронен в колумбарии на Новодевичьем кладбище.